# Chrislain Matsima
Chrislain Matsima (ur. 15 maja 2002 w Nanterre) – francuski piłkarz kongijskiego pochodzenia występujący na pozycji obrońcy w monakijskim klubie Monaco. Wychowanek RCFF. Młodzieżowy reprezentant Francji.